# Salines domaniales de l'Est
Ne pas confondre avec la Société anonyme des anciennes salines domaniales de l'Est, un cartel qui s'est créé après la libéralisation du secteur, en 1862.
Les Salines domaniales de l'Est sont une régie avec actions créée par nationalisation à la Révolution française.
Cette société a le monopole de l'exploitation du sel gemme de Franche-Comté et de Lorraine. Ce système est contesté par certains habitants locaux et hommes politiques libéraux. La saline de Gouhenans est alors mise en activité illégalement en 1831 par deux entrepreneurs.
En 1840, le marché du sel est finalement libéralisé, mettant fin au monopole.